# 王华元
王华元（1948年12月—），安徽宣城人，空军指挥学院函授政治专业毕业，曾任中共广东省、浙江省纪委书记。

## 簡歷
王华元1969年2月加入中国共产党。曾任空军沙堤场站政治指导员、政治处主任、副政委、政委，空军航空兵第九师二十六团政委，空军航空兵第九师政治部主任，空军航空兵第九师政委，南京军区空军航空兵训练基地政委，广东省文化厅副厅长兼纪检组组长，广东省纪委副书记，广东省委常委、纪委书记，广东省委副书记、纪委书记，浙江省委常委、纪委书记等职。中共十五大、十六大、十七大当选为中央纪律检查委员会委员。
2009年4月16日，据中央纪委有关负责人证实，王华元涉嫌严重违纪，目前正接受组织调查，中央已决定免去其领导职务。王华元与正在接受调查的原国美电器董事会主席黃光裕，原公安部部长助理、公安部经济犯罪侦查局局长郑少东案有关。8月24日，王华元严重违反党纪政纪，其中有的问题已涉嫌犯罪。根据《中国共产党纪律处分条例》、《中华人民共和国公务员法》的有关规定，经中央纪委常委会审议并报中共中央批准，决定给予王华元开除党籍、开除公职处分。
2010年9月9日山東省棗莊市中級人民法院對中共浙江省委原常委、省紀委原書記王華元受賄、巨額財產來源不明一案作出一審判決，認定王華元犯受賄罪，判處死刑，緩期二年執行，剝奪政治權利終身，沒收個人全部財產；犯巨額財產來源不明罪，判處有期徒刑八年；決定執行死刑，緩期二年執行，剝奪政治權利終身，沒收個人全部財產。 

## 外部連結
| 中国共产党职务 | 中国共产党职务                                          | 中国共产党职务 |
| -------------- | ------------------------------------------------------- | -------------- |
| 前任： 周国富  | 中国共产党浙江省纪律检查委员会书记 2006年11月—2009年4月 | 繼任： 任泽民  |
| 前任： 王宗春  | 中国共产党广东省纪律检查委员会书记 1998年5月—2006年11月 | 繼任： 朱明国  |